# 4801 Ohře
4801 Ohře è un asteroide della fascia principale. Scoperto nel 1989, presenta un'orbita caratterizzata da un semiasse maggiore pari a 2,6414393 UA e da un'eccentricità di 0,1648637, inclinata di 2,25498° rispetto all'eclittica.